# Alula (oiseau)
Pour les articles homonymes, voir alula.
L'alula (ou alule) des oiseaux est une partie du plumage de l'aile des oiseaux, les plumes qui la forment sont appelées rémiges bâtardes. Ce ne sont pas des plumes servant strictement au vol elles ne sont d'ailleurs pas aussi raides que les rémiges. Suivant la convention de numérotation des plumes, les alulas sont notées « Al ». 

Répartition des rémiges sur le squelette

L'alula est constituée de quelques plumes asymétriques susceptibles de s'élever légèrement au-dessus du bord d'attaque des ailes. Ces plumes ne sont portées que par un seul doigt du membre. Selon les embryologistes,  il s'agit de l'index, le pouce ayant régressé chez les oiseaux.

## Fonctions
Ce système fonctionne comme un dispositif hypersustentateur d'avion en augmentant la vitesse de l'écoulement de l'air sur l'aile et donc de la portance et à réduire le risque de décrochage qui pourrait causer une chute. L'alula permet ainsi de planer à faible vitesse en toute sécurité. Cela correspondrait au bec d'une aile d'avion.  Ce dispositif permet, comme pour les avions, de contrôler l'écoulement des filets d'air qui doivent rester laminaires à la surface de l'aile. La vitesse réduite de ce type de vol permet d'adoucir l'atterrissage.

## Cas particulier
Le développement des rémiges et des alulas chez les Hoazins juvéniles est très retardé en comparaison de celui des autres oiseaux, sans doute parce que ceux-ci sont équipés de griffes sur leurs deux premières phalanges. Ils utilisent ces petits crochets contournés pour empoigner des branches en grimpant dans les arbres et ce que gênerait la présence de plume. La plupart des jeunes perdent leurs griffes entre le 70e et 100e jour. Certains spécimens conservent une hyperkératose à l'âge adulte.

## Histoire évolutive
La présence d'alula a été confirmée chez plusieurs espèces d'oiseaux Enantiornithes, cousin des oiseaux modernes comme le Eoalulavis hoyasi du milieu du Crétacé, il y a 115 Ma et le Protopteryx fengningensis plus ancien encore. Ces espèces n'étant pas les ancêtres directs des oiseaux, cela laisse supposer que l'alula était présent chez les Ornithothoraces, ancêtres communs de ces deux groupes qui vivaient il y a plus de 130 Ma.

## Images d'alulas relevées

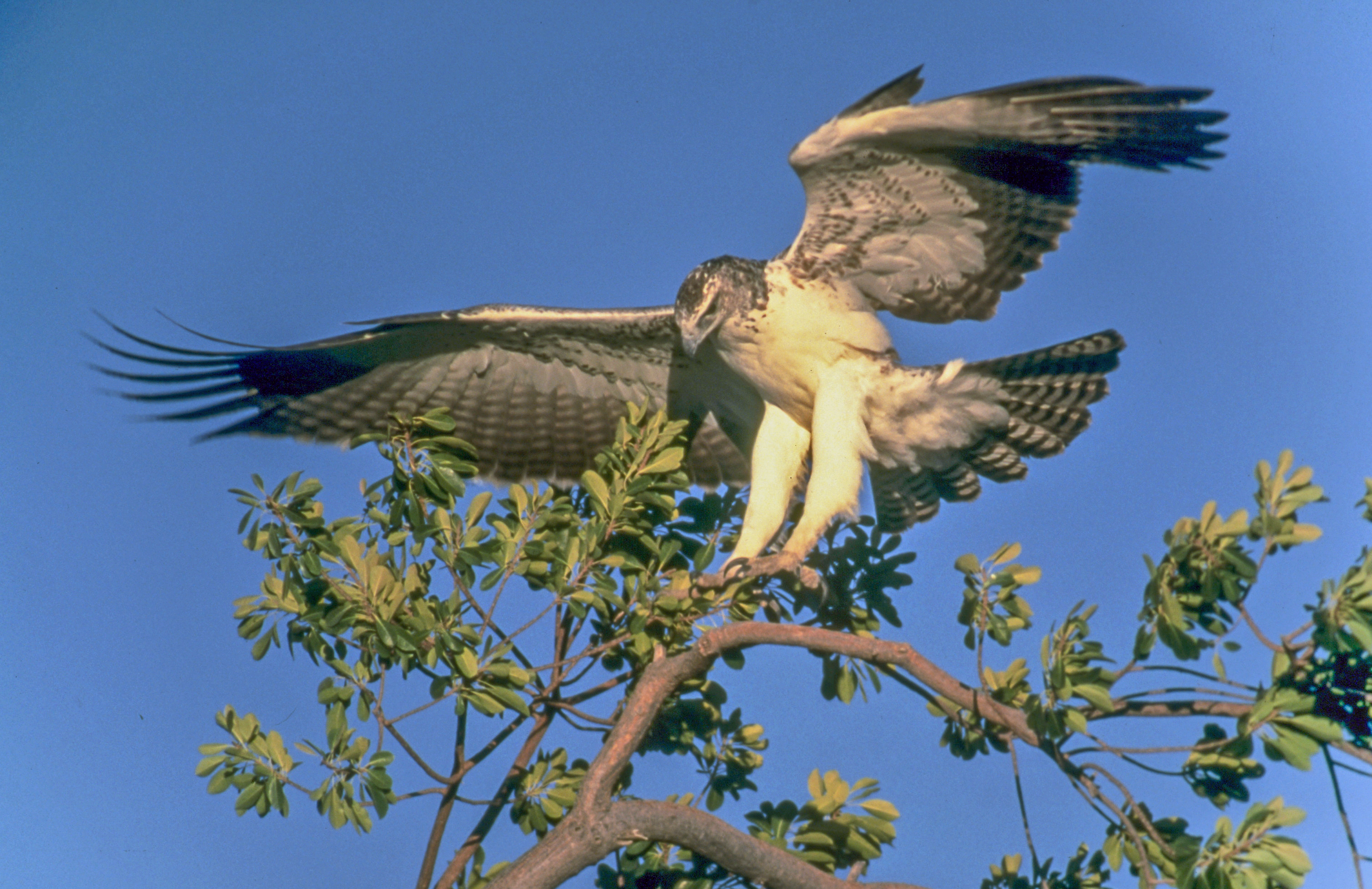
Aigle martial à l'atterrissage
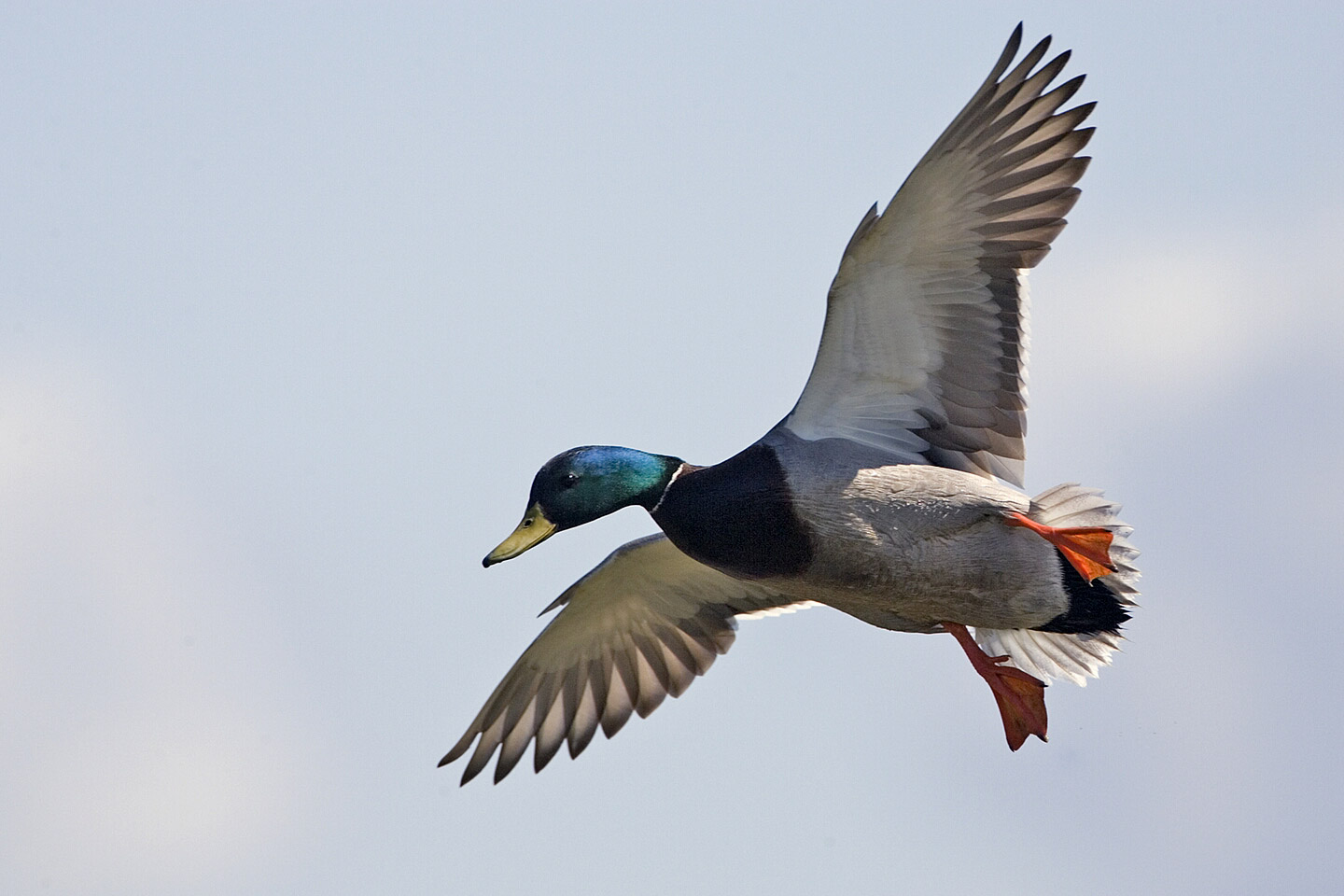
Canard colvert à l'atterrissage